# Aglaopus leprosa
Aglaopus leprosa är en fjärilsart som beskrevs av W. Warren 1898. Aglaopus leprosa ingår i släktet Aglaopus och familjen Thyrididae. Inga underarter finns listade i Catalogue of Life.